# Нгга-Пулу
Нгга-Пулу (індонез. Ngga Pulu, англ. Ngga Pulu) — гора хребта Судірман (гори Маоке) на острові Нова Гвінея, в провінції Центральне Папуа Індонезії.

## Географія
Гора розташована в західній частині хребта Судірман (Західний Судірман), на крайньому заході гір Маоке, за 0,55 км на південний схід від домінуючої гори Сумантрі (4870 м), за 3,5 км на схід — північний схід від гори Пунчак-Джая (4884 м) та за 2,0 км на північ від гори Карстенс Східний або Карстенс Тимур (4820 м). Висота вершини — 4862 м. Відносна висота при замірах у 1971-73 роках становила 300 м, але після остаточного танення льодовиків (2000 рік) її відносна висота становила вже менше 100 м, тому вона не є самостійною горою, а відноситься до гірського масиву Пунчак-Джаї. Нгга-Пулу є однією із найвищих несамостійних вершин Австралії і Океанії, острова Нової Гвінеї і Індонезії, за абсолютною висотою вона поступається тільки Пунчак-Джаї та Сумантрі (4870 м).

## Назва
До 1973 року сусідня вершина Сумантрі і вершина Нгга-Пулу називалися «Північно-західний пік Нгга-Пулу» (ПнЗ Нгга-Пулу, англ. NW Ngga Pulu) та «Південно-східний пік Нгга-Пулу» (ПдС Нгга-Пулу, англ. SE Ngga Pulu), відповідно.
Генріх Гаррер назвав вершину Сумантрі — «Нґапалу» (англ. Ngapalu), нанісши її на карту, складену у 1962 році, в той час як Південно-східний пік Нгга-Пулу — «Сандей Пік» (англ. Sunday Peak). Описуючи своє сходження на обидва піки в 1972 році, Дік Ішервуд слідував цим назвам, використовуючи назву Нгга-Пулу для вершини, що тепер носить назву Сумантрі, а Сандей Пік для вершини, що тепер відома як Нгга-Пулу. Після встановлення Індонезією контролю над західною частиною острова Нова Гвінея у 1963, вершини носили відповідно імена «Пунчак-Сукарно» та «Пунчак-Джая», поки найвища вершина Індонезії Піраміда Карстенса остаточно не була названа Пунчак-Джая, а дана вершина Нгга-Пулу. Уряд Індонезії перейменував вершину «Північно-західний пік Нгга-Пулу» на честь професора Сумантрі Бродйонеґоро, міністра енергетики та мінеральних ресурсів Республіки Індонезія, після його смерті у 1973 році, у вершину Сумантрі.

## Історія
Антон Колейн, Жан Жак Дозі та Фріц Віссел, першими з європейців досягли вершини 5 грудня 1936 року під час експедиції Карстенс по вивченню фірнових льодовиків Північної стіни. Наступними підкорювачами були Генріх Гаррер, Філіп Темпл, Альбертус Гузенга та Рассел Кіппакс у 1962 році і японська-індонезійська експедиція у 1964 році. Дік Ішервуд першим піднявся на 600 метровий північний схил в сольному виконанні у вересні 1972 року.
У 1936 експедиція Карстенс виміряла і встановила висоту вершини у 5030 м. Австралійським топографічним дослідження у 1973 році було встановлено, що в 1936 році барометричні оцінки висоти завищили її величину на 117—125 м, що вказує на справжню висоту вершини Нгга-Пулу 1936 році — 4907±10 м. Це був найвищий і з найбільшою відносною висотою, пік між Гімалаями та Андами.

## Втрата висоти та льодовиків
Ще на початку XX століття, всі вершини і ключові перевали у внутрішній області Карстенс були повністю покриті льодовиками, а Піраміда Карстенса
в той час, була просто суб-піком з Нгга-Пулу, і мала відносну висоту близько 200 м. Австралійські наукові експедиції у 1971-73 роках встановлюють висоту Нгга-Пулу у 4862 м і відносну висоту — 300 м. Це зменшення висоти було викликане інтенсивним танення льоду. Найвищою вершиною Нової Гвінеї, Австралії та Океанії стала Піраміда Карстенса (Пунчак-Джая) — 4884 м.
До 2000 року всі льодовики Нової Гвінеї за межами області Карстенс зникли. Всередині цієї область, колишній суб-пік, тепер кам'яниста вершина Сумантрі, стала тепер на кілька метрів вищою, ніж досі покрита льодом Нгга-Пулу, в якої відносна висота вже мала величину менше, ніж 100 м, в той час Сумантрі має висоту 4870 м, а відносну висоту — 350 м. Танення льодовиків викликало значні зміни рельєфу, відносних висот ключових перевалів у внутрішній області Карстенс, і це також стало причиною, що інші колишні великі крижані вершини-піки в Новій Гвінеї втратили десятки метрів висоти, такі як Пунчак-Мандала, Нгга-Пілімсіт та Карстенс Східний (Карстенс Тимур). Вчені стежать за цим потепління і роблять оцінку, що приблизно до 2020—2030 років, всі льодовики Нової Гвінеї можуть зникнути зовсім.